# Дрейфальтигкейтсталер
Дрейфальтигкейтсталер (нем. Dreifaltigkeitstaler от нем. Dreifaltigkeit — Троица) — название памятного талера 1679 года отчеканенного при Генрихе I Рейсс-Шлейцском. Выделяют два монетных типа данных монет. На реверсе обоих изображён герб, а на аверсе либо Бог-отец, символ Бога-духа святого и имя «IESVS». На первом варианте (по каталогу талеров Давенпорта монета имеет номер 7314) Бог-отец представлен погрудным изображением, а на втором (Davenport 7316) в виде Божьей десницы, прививающей на дерево черенок.
Поводом для чеканки данных монет, по мнению нумизматов, могли стать либо Нимвегенский мирный договор, либо введение в княжестве примогенитуры.